# Colonia 20 de Noviembre, Oaxaca
Colonia 20 de Noviembre är en ort i Mexiko.   Den ligger i kommunen San Lucas Ojitlán och delstaten Oaxaca, i den sydöstra delen av landet, 300 km sydost om huvudstaden Mexico City. Colonia 20 de Noviembre ligger 82 meter över havet och antalet invånare är 152.
Terrängen runt Colonia 20 de Noviembre är platt åt nordost, men åt sydväst är den kuperad. Runt Colonia 20 de Noviembre är det ganska glesbefolkat, med 39 invånare per kvadratkilometer. Närmaste större samhälle är Isla Soyaltepec, 19,2 km norr om Colonia 20 de Noviembre. Trakten runt Colonia 20 de Noviembre består huvudsakligen av våtmarker.